# Nuzarov
Nuzarov (německy Nimvorgut) je zaniklá vesnice na území obce Postřekov, v katastrálním území Postřekov v okrese Domažlice, pod kterou dříve administrativně spadal. Stál v lesích po obou stranách v délce přibližně půl kilometru podél silnice z Nového Kramolína do Vranova a Nemanic.

## Název
Podle jazykovědce Antonína Profouse je německé jméno Nimvorgut odvozeno od německého „für gut nehmen“, česky „bráti zavděk čím“. Český název byl patrně odvozen od nuzných příbytků obyvatel. Chodové říkali vesnici „Nýfrkout“.

## Historie
První písemná zmínka o vesnici pochází z roku 1705, kdy uváděna na pozemcích panského lesa a ve vsi žijí čtyři hospodáři. Roku 1722 je Nuzarov zmiňován v soupisu vsí trhanovského panství. Domy ve vsi měly údajně obývat dělníci pracující ve vysoké peci a hamru v Trhanově. Vesnici postihl po druhé světové válce odsun německého obyvatelstva. Celkem bylo z Nuzarova odsunuto 115 osob. Neuvažovalo se s dosídlením a Místní národní výbor v Postřekově podal žádost o povolení ke zbourání domů. Byl zájem o rychlé zbourání, aby mohlo být území osady zalesněno. K záměru se vyjádřil i Státní památkový úřad, který shledal domy jako památkově bezcenné a nemá námitek proti zbourání všech domů. Definitivní konec vesnici zajistila firma Zemstav, která od roku 1955 v rámci projektu „zkrášlení pohraničí“ likvidovala jednu opuštěnou obec za druhou. V roce 1957 byla vesnice srovnána se zemí a ponechána přírodě.
Na území zaniklé vesnice stojí dva zrekonstruované křížky a vyvěrají dva prameny. První se nazývá Portův pramen, druhý jako Nuzarovský Dolní pramen (Aortův pramen). Oba prameny v minulosti sloužily jako zdroje pitné vody. Další připomínkou zaniklé vesnice je ve svahu rostoucí památný strom Nuzarovská lípa a poblíž stojící rekreační chata. Zbytek zaniklé vesnice pohltil les.

## Obyvatelstvo
Sommerova topografie z roku 1839 popisuje ve vsi 9 domů a 117 obyvatel.
Při sčítání lidu v roce 1921 zde žilo 185 obyvatel, všichni německé národnosti. K římskokatolické církvi se hlásilo všech 185 obyvatel.
| Rok            | 1869 | 1880 | 1890 | 1900 | 1910 | 1921 | 1930 | 1950 | 1961 | 1970 | 1980 | 1991 | 2001 | 2011 |
| -------------- | ---- | ---- | ---- | ---- | ---- | ---- | ---- | ---- | ---- | ---- | ---- | ---- | ---- | ---- |
| Počet obyvatel | 132  | 139  | 151  | 181  | 185  | 185  | 158  | —    | —    | —    | —    | —    | —    | —    |
| Počet domů     | 15   | 23   | 24   | 26   | 24   | 25   | 25   | 4    | —    | —    | —    | —    | —    | —    |